# Valor (seriál)
Valor je americký dramatický televizní seriál. Jeho autorem je Kyle Jarrow. Premiérově byl vysílán v letech 2017–2018 na stanici The CW, celkově vzniklo 13 dílů.

## Příběh
Mise elitní americké vrtulníkové jednotky Shadow Raiders nedopadla v Somálsku dobře a pouze jediní dva přeživší, praporčík Nora Madani a kapitán Leland Gallom ví, co se stalo. Po jejich návratu začne vyšetřování událostí, při kterém se ukáže, že jejich spolubojovníka Jimmyho Kama zadrželi teroristé. Madani s Gallem se proto rozhodnou svého kamaráda zachránit.

## Obsazení
- Christina Ochoa jako praporčík Nora Madani
- Matt Barr jako kapitán Leland Gallo
- Charlie Barnett jako poručík Ian Porter
- Nigél Thatch jako plukovník Robert Haskins
- Corbin Reid jako Jess Kam
- W. Trè Davis jako seržant Jimmy Kam
- Melissa Roxburgh jako Thea

## Vysílání
| Řada | Díly | Premiéra v USA | Premiéra v USA |
| Řada | Díly | První díl      | Poslední díl   |
| ---- | ---- | -------------- | -------------- |
| 1    | 13   | 9. října 2017  | 29. ledna 2018 |

Seriál Valor byl po natočení pilotu objednán stanicí The CW v květnu 2017. Úvodní díl byl odvysílán 9. října 2017, poslední, třináctý potom 29. ledna 2018. Kvůli nízké sledovanosti se seriál nedočkal prodloužení na celou sezónu a 8. května 2018 ohlásila stanice The CW jeho zrušení.